# Луций Скрибоний Либон (консул 16 г.)
Вижте пояснителната страница за други личности с името Луций Скрибоний Либон.
Луций Скрибоний Либон (на латински: Lucius Scribonius Libo) е сенатор на ранната Римска империя.

## Биография
Либон е внук (по стари реконструкции син) на Луций Скрибоний Либон (консул 34 пр.н.е.), който е брат на Скрибония, втората съпруга на император Август. Той е правнук на Помпей Велики.
През 16 г. Скрибоний Либон е консул заедно със Сизена Статилий Тавър. Суфектконсули тази година са Публий Помпоний Грецин и Гай Вибий Руф. Тази година брат му Марк Скрибоний Либон Друз (претор 16 г.) e обвинен в заговор против Тиберий и се самоубива на 13 септември 16 г.
Либон се жени преди 16 г. за Корнелия Помпея, дъщеря на Помпея и суфектконсула Луций Корнелий Цина и има с нея дъщеря Скрибония, която се омъжва за Марк Лициний Крас Фруги и има деца с него.